# Pozuelo del Rey
Pozuelo del Rey er en by og kommune i det centrale Spanien i Madrid-regionen. Den har et indbyggertal på 1.292 (2024) indbyggere.